# X-Mode social
X-Mode social renommée Outlogic en 2021 est une entreprise américaine fondée en 2013 par Joshua Anton spécialisée dans les données de  localisation et basée à Reston dans l’État de Virginie et connue pour avoir partagé les données avec le renseignement américain. En août 2021, la société est rachetée par Digital Envoy et devient Outlogic.

## Historique
Étudiant à l'université de Virginie, Joshua Anton crée  une application Drunk Mode  pour empêcher les utilisateurs de composer des numéros de téléphone ou des SMS en état d'ivresse. L’application est gratuite et compte plus d'un million de téléchargements. Il a alors l'idée de collecter les données des utilisateurs de l'application pour les revendre à des annonceurs.

## Entreprise
Joshua Anton crée X-Mode en 2013. La société est basée à Reston, une ville faisant partie de Dulles Technology Corridor (en), un cluster d'entreprises hébergeant de nombreuses firmes actives dans la défense et dans la technologie. L'entreprise propose un kit de développement (SDK), une bibliothèque qui facilite les fonctionnalités des applications, qui une fois installé dans le code  permet d’avoir accès aux données de localisation des propriétaires de ces téléphones une fois l'application installée. En tout, X-Mode travaille avec plus de 70 développeurs sur plus de 400 applications différentes comme des jeux, des guides de voyage, des sites de rencontres, .. comptabilisant  plus de 25 millions de personnes actives par mois aux États-Unis et 40 millions d'autres dans le monde partageant leur localisation toutes les 5 à 7 minutes,.
Les données de localisation sont obtenues à partir des données GPS, des données des signaux Bluetooth émis par le téléphone et captés via des balises de détection et des données des routeurs wifi  en particulier à l'intérieur des bâtiments et disponibles par l'intermédiaire des paramètres d'autorisations et de permissions accordés aux applications téléchargées,.
X-Mode payait pour que son kit de développement permettant le traçage de données de localisation soit intégré dans les applications mobiles ce qui offre une source de revenus pour les développeurs. Les développeurs recevaient pour leurs données 0,03 $ par utilisateur américain et par mois, et de 0,005 $ par utilisateur à l'international. Un autre exemple en septembre 2018, la société  a proposé 100 000 $ à Scruff, un site de rencontre  pour hommes homosexuels et bisexuels pour que son kit soit intégré dans le code, ce que son fondateur refuse. L'entr
Lors de la pandémie de Covid-19, afin de faciliter le suivi de conformité avec les ordonnances de quarantaine à domicile, l'entreprise partage des données de localisation avec des agences fédérales telles que les centres pour le contrôle et la prévention des maladies.
X-mode est racheté en août 2021 par Digital Envoy et change de nom Outlogic.

## Critiques
En novembre 2020, un article de Vice mentionne que des données issues de Muslim Pro, une application destinée à la  prière pour les personnes de confession musulmane et téléchargée 98 millions de fois auraient été partagées par X-Mode à un fournisseur de l’armée américaine actif dans le domaine du renseignement. Muslim Pro annonce alors cesser de transférer ces données à X-Mode et  des plaintes d'utilisateurs sont alors déposées en France et au Royaume Uni,.
En décembre 2020, Google et Apple demandent aux développeurs de supprimer le kit de développement de X-Mode sous peine de voir leurs applications supprimer de l'App store et de Google play
En janvier 2022, une analyse de The Markup indique avoir trouvé 107 applications présentes dans 140 pays pour lesquelles X-mode recevait les données de localisation. Pour certaines applications, le kit de développement de X-mode n’était pas nécessaire, les données étaient envoyées directement à X-mode